# Hawthorne (Portland)
Pour les articles homonymes, voir Hawthorne.

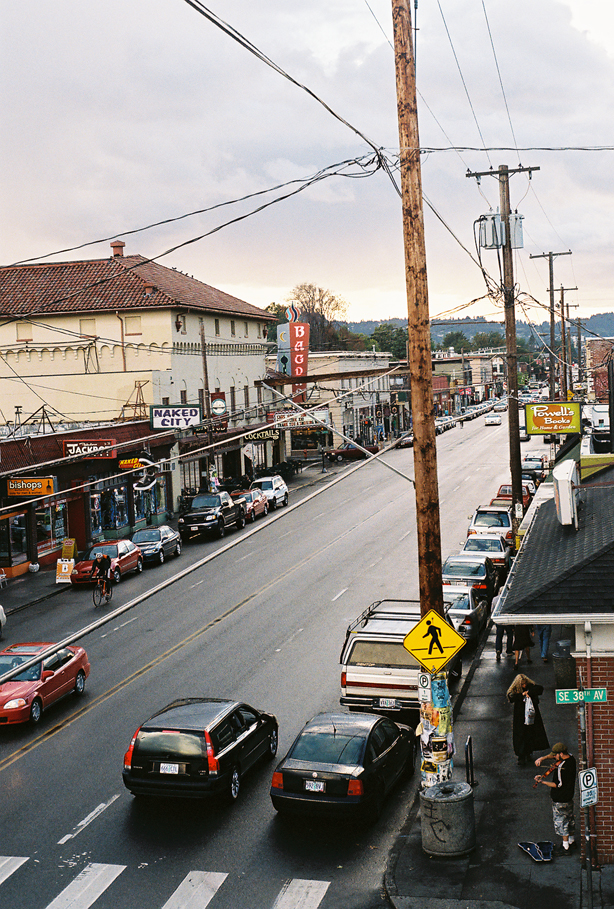
La rue principale du quartier de Hawthorne.

Hawthorne est un quartier de la ville américaine de Portland, dans l'Oregon.
Il porte le nom de sa rue principale, le boulevard Hawthorne, baptisée du nom du docteur James C. Hawthorne (en), cofondateur du premier hôpital psychiatrique de l'État de l'Oregon, et s'étend de la 30e à la 42e avenue.
Hawthorne et Belmont, son quartier voisin, sont souvent considérés, du fait de leur population et de leurs commerces, comme représentatifs du côté « hippie » typique du sud-est de la ville.